# 4
Cette page concerne l'année 4  du calendrier julien. Pour l'année 4 av. J.-C., voir 4 av. J.-C. Pour le nombre 4, voir 4 (nombre). Pour les articles homonymes, voir Quatre (homonymie).
L'année 4 est une année bissextile qui commence un mardi.

## Asie
- Corée : succession de Bak Hyeokgeose par Namhae Chachaung (en) comme roi de Silla (date traditionnelle)[1].
- Parthie : fin du règne de Phraatecès et de la reine Musa, derniers représentants de la dynastie des Arsacides, assassinés. Orodès III devient dirigeant[2].

## Monde Romain
- 1er janvier, Rome : début du consulat de Sextus Aelius Catus et de Caius Sentius Saturninus[2].
- 21 février : mort de Caius César en Lycie des suites d'une blessure[2].
- 27 juin : adoption par l'empereur romain Octave Auguste de Tibère, désigné comme successeur, et d'Agrippa Posthumus[2]. Après la disparition de ses petits-fils, les fils d’Agrippa et de Julia, Caius et Lucius César, pour assurer sa succession, Auguste adopte Tibère, le seul survivant de ses deux beau-fils, qui rentre d’exil. Tibère recevra successivement la puissance tribunicienne pour dix ans et l’imperium proconsulaire. Auguste lui prescrit d'adopter Germanicus, désigné comme successeur[2].

- Retour de Tibère en Germanie. Il passe le Rhin, soumet les Cananefates, les Chattuares et les Bructères ; passe la Weser (Visurgis) et signe un traité avec les Chérusques[3].
- Conjuration de Cinna contre Auguste, qui fait preuve de clémence envers les conjurés[2].
- Décret de la loi Lex Aelia Sentia qui régit l'acte privé de libération des esclaves. Elle défend qu'aucun esclave marqué d'un fer rouge, ou qui aurait subi la torture, ne puisse jamais obtenir la citoyenneté romaine. Elle établit que pour pouvoir affranchir, il faut être âgé de vingt ans au moins, et que, pour pouvoir être affranchi, il faut avoir trente ans accomplis[4].
- Grèce : Polyainus Marathonius est archonte d'Athènes (fin en 5)[5].
- Histoire du monde en 14 volumes par Nicolas de Damas[6].

## Décès en 4
- 21 février : Caius Caesar, fils de Marcus Vipsanius Agrippa et de Julia, fille d'Auguste[2].
- Caius Asinius Pollio, poète romain.
- Terentia, veuve de Cicéron, orateur et homme d'Etat romain.
- Bak Hyeokgeose de Silla, premier dirigeant de Corée.
- Phraatès V, roi des Parthes.